# Ruth I. Michler
Ruth I. Michler (Ithaca, 8 de marzo de 1967 - 1 de noviembre de 2000) fue una matemática de ascendencia alemana nacida en Estados Unidos que vivió y trabajó en los Estados Unidos. Obtuvo su doctorado en Matemáticas de la Universidad de California en Berkeley, y fue profesora asociada titular en la Universidad del Norte de Texas. Murió a la edad de 33 años mientras visitaba la  Universidad Northeastern. Después de su fallecimiento, se llevaron a cabo, al menos, tres conferencias conmemorativas en su honor y se estableció el Premio en Memoria de Ruth I. Michler en su recuerdo.

## Trayectoria
Michler era hija del matemático alemán Gerhard O. Michler. Nació en Ithaca, Nueva York, mientras su familia visitaba la Universidad Cornell durante una estancia en Estados Unidos. Creció en Alemania y vivió en Tubinga, Giessen y Essen. Completó sus estudios universitarios en 1988 en la Universidad de Oxford, graduándose summa cum laude.
Michler se doctoró en Matemáticas en 1993 por la Universidad de California en Berkeley. Su tesis se tituló "Hodge components of cyclic homology of affine hypersurfaces" (Componentes de Hodge de homología cíclica de hipersuperficies afines). Sus tutores fueron Mariusz Wodzicki y Arthur Ogus. Durante el año académico 1993-1994, trabajó como investigadora postdoctoral en la Queen's University bajo la supervisión de Leslie Roberts. En 1994, se unió al cuerpo docente permanente de la Universidad del Norte de Texas, donde obtuvo la titularidad en 2000. Fue autora de once artículos de investigación sobre álgebra conmutativa y geometría algebraica. Organizó varias sesiones especiales en reuniones de la Sociedad Matemática Estadounidense. La sesión en San Antonio dio lugar a un libro actas de la conferencia que Michler coeditó. En 2000 recibió una beca POWRE (Professional Opportunities for Women in Research and Education) de a la Fundación Nacional de Ciencias para visitar la Universidad Northeastern.

## Reconocimientos
Michler murió en un accidente en Boston el 1 de noviembre de 2000, cuando fue atropellada por un vehículo de construcción mientras andaba en bicicleta. Se organizaron varias conferencias en su honor. Dos conferencias dieron como resultado un volumen de artículos dedicados a su memoria que incluye un artículo dedicatorio y un artículo que describe su investigación. En 2007, la Asociación de Mujeres en Matemáticas inauguró el Premio en Memoria de Ruth I. Michler, que "se otorga anualmente a una mujer recientemente ascendida a profesora asociada o un puesto equivalente en ciencias matemáticas".